# 하숙집 딸들
《하숙집 딸들》은 2017년 2월 14일부터 2017년 5월 9일까지 방송된 예능 프로그램이다.
한편, 지나친 간접광고 노출 때문에 2017년 4월 6일 열린 대한민국 방송통신심의위원회 전체회의에서 '주의' 조치를 받았다.
아울러, 해당 프로그램 종영 후 한 달 동안 단막극 재방송이 편성되었다.

## 출연진
최종 출연자
- 이미숙
- 이다해
- 박시연
- 이수근

이전 출연자
- 장신영
- 윤소이
- 박수홍

## 시청률
- AGB 닐슨 미디어리서치

| 회차 | 방송 일자       | 전국 시청률(증감치) |
| ---- | --------------- | ------------------- |
| 1회  | 2017년 2월 14일 | 5.4%                |
| 2회  | 2017년 2월 21일 | 3.1% (-2.3)         |
| 3회  | 2017년 2월 28일 | 2.8% (-0.3)         |
| 4회  | 2017년 3월 7일  | 2.8% (0)            |
| 5회  | 2017년 3월 14일 | 2.4% (-0.4)         |
| 6회  | 2017년 3월 28일 | 2.6% (+0.2)         |
| 7회  | 2017년 4월 4일  | 1.9% (-0.7)         |
| 8회  | 2017년 4월 11일 | 2.1% (+0.2)         |
| 9회  | 2017년 4월 18일 | 1.7% (-0.4)         |
| 10회 | 2017년 4월 25일 | 1.9% (+0.2)         |
| 11회 | 2017년 5월 2일  | 2.1% (+0.2)         |
| 12회 | 2017년 5월 9일  | 2.6% (+0.5)         |

## 결방 및 편성 변경 안내
- 2017년 3월 21일 : 특선영화 《특별수사: 사형수의 편지》 편성